# Gare de Nobeoka
La gare de Nobeoka (延岡駅, Nobeoka-eki) est une gare ferroviaire de la ville de Nobeoka, dans la préfecture de Miyazaki au Japon. Elle est gérée par la compagnie JR Kyushu. C'est aussi un terminal de la JR Freight.

## Situation ferroviaire
La gare est située au point kilométrique (PK) 256,2 de la ligne principale Nippō.

## Histoire
La gare a été inaugurée le 25 octobre 1916.

## Service des voyageurs

### Accueil
La gare dispose d'un bâtiment voyageurs, avec guichets, ouvert tous les jours.

### Desserte
- Ligne principale Nippō :
  - voie 1 : direction Saiki et Ōita
  - voies 2 et 3 : direction Miyazaki et Aéroport de Miyazaki